# Palazzo Boschetti
Palazzo Boschetti è un palazzo storico ubicato in via Cavour a Schio, di fronte alla chiesa di San Giacomo.

## Storia
Palazzo Boschetti ha una storia antica e complessa, essendo stato fin dal XIV secolo una residenza nobiliare; ha subìto nel tempo vari cambi di proprietà e ristrutturazioni.
In origine il palazzo ospitò la famiglia Nogarola, vicari del borgo scledense fino alla fine del Trecento. Unica testimonianza di questa presenza risulta essere lo stemma della famiglia murato sulla facciata posteriore del palazzo, datato 1395 ed appartenuto ad Antonio Nogarola. La residenza, che in alcuni documenti viene citata come la Casa Grande, a testimonianza della sua importanza, rimase alla famiglia Nogarola fino a tutto il Cinquecento.
Passò quindi alla famiglia Boldù, che lo possedette per tutto il Seicento e commissionò il radicale restauro del palazzo, che assunse le forme che ancora oggi conserva.
Palazzo Boschetti, cambiò ancora proprietari nel XVIII secolo, passando prima alla famiglia Loredan-Ruzzini e successivamente alla famiglia Priuli, che cedette l'edificio a Baldassare Rudella ad inizio Ottocento; da questi passò poi alla figlia Maria - che commissionò i lavori di sistemazione della parte bassa della residenza, atti a mascherare gli strati di pietra sui quali il palazzo venne eretto - ed ancora alla famiglia Boschetti, che conferì alla costruzione il nome con il quale ancora oggi viene identificata. Nel 1956 Vittoria Boschetti, nubile e senza figli, lasciò in eredità il palazzo alla parrocchia del duomo di Schio.
Da quel momento il Palazzo Boschetti ha ospitato varie associazioni ed attività collegate alla organizzazione parrocchiale. Negli anni duemila ha ospitato anche l'Accademia Musicale di Schio, fino al suo trasferimento presso i chiostri di San Francesco.

## Descrizione
Palazzo Boschetti presenta una struttura più incline alla tipologia della villa piuttosto che quella di un semplice palazzo urbano: il suo grande corpo principale è infatti isolato rispetto alle costruzioni attigue, ma soprattutto è dotato di un grande parco recintato sull'area retrostante l'edificio.

### Esterni
Il prospetto frontale del palazzo presenta una facciata lineare al centro ideale della quale si sviluppa una breve scalinata d'accesso, una elegante porta centinata contornata da una grande cornice. Sopra la porta d'accesso il piano nobile dell'edificio presenta una bifora modanata dotata di poggiolo balaustrato. Completa la parte centrale dell'edificio un timpano, decorato alle estremità da piccoli vasi acroteriali, al centro del quale campeggia lo stemma della famiglia Boldù.
I corpi laterali dell'edificio sono di diseguale lunghezza e presentano una serie di quattro finestre sul lato sinistro e soltanto due a destra. Le finestre sono tutte dotate di modanatura e davanzale in pietra. Una fascia decorata con affreschi monocromi intervallata da finestrelle ad ovulo completa la facciata nel sottotetto.
Sull'ala destra dell'edificio un ulteriore corpo, probabilmente l'unico resto del fabbricato di origine medioevale, si presenta leggermente più elevato in altezza, come una sorta di torretta, e completato da una serie di aperture in asse.
La facciata posteriore della residenza presenta un portico sporgente definito da quattro colonne doriche, che vanno a formare una terrazza. Come nel prospetto principale si notano sia le finestre rettangolari in facciata che le finestrelle ellittiche nella fascia del sottotetto. In posizione centrale campeggia lo stemma della famiglia Nogarola, antica proprietaria del palazzo.

### Interni
Gli interni, pesantemente rimaneggiati nel corso degli anni, soprattutto durante gli interventi promossi da Rudella nell'Ottocento, presentano un ampio androne d'ingresso, al quale corrisponde un salone d'onore al soprastante piano nobile; ai lati vari locali di minori dimensioni. Le scale sono state ricavate dal corpo laterale turrito. Meritano una menzione i pavimenti alla veneziana e alcune stuccature dei soffitti.

### Il parco
Palazzo Boschetti presenta una vasta area adibita a parco arricchito da piante ad alto fusto e da alcune costruzioni utilizzate come deposito attrezzi e materiali. Il parco si estende fino alla retrostante via Arnaldo Fusinato dove si erge l'elegante cancellata d'ingresso, completa di colonne coronate da statue, Diana e Apollo, opera di Angelo Marinali.